# Fényjelzők

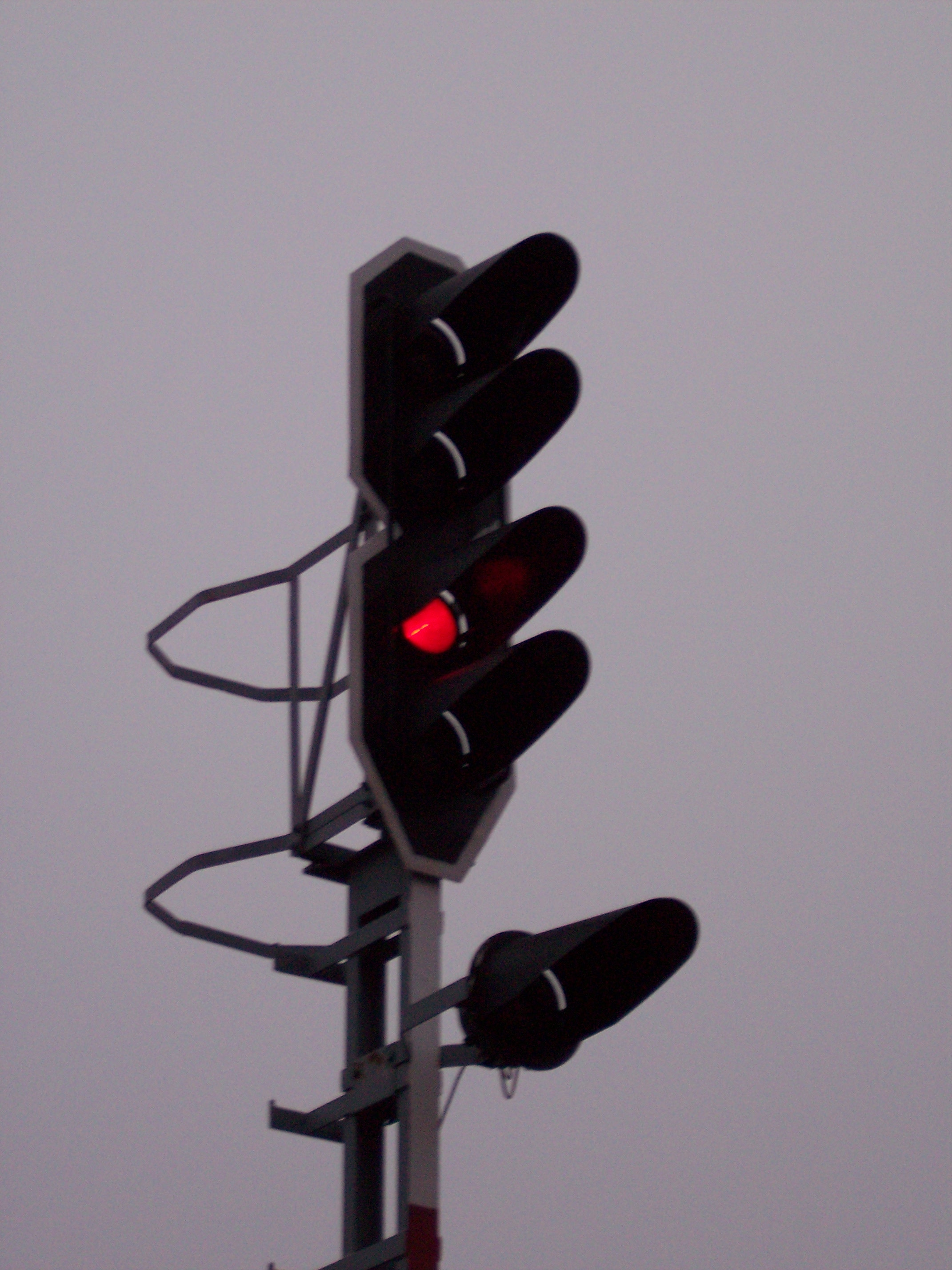
Vasúti fényjelző

Azokat a helyhez kötött jelzőket nevezzük fényjelzőknek, amelyek nappal és sötétben egyaránt fényükkel fejeznek ki valamilyen jelzést, azaz folyamatosan a fényükkel adnak valamiféle parancsot a vasúti dolgozóknak. Technikailag szerkezeti felépítése miatt ide sorolható a fénysorompó is, bár a logikai levezetése ennek sántít (nem vasúti dolgozónak ad jelzést és üzemszerűen elképzelhető a sötét állapot).
A jelzés maga lehet: valamilyen színű (kék, sárga, vörös, zöld, fehér) nyugodt vagy villogó fény, illetve különböző számjegyek és egyéb jelek (Magyarországon nincs ilyen, de osztrák ismétlőjelzőn van).
A hazai országos közforgalmú vasutakra érvényes jelzések alapelveit a Magyar Államvasutak Műszaki és Üzemi szabályzata, valamint az e felett álló Országos Vasúti Szabályzat I. kötete (r: OVSz I.) rögzíti (103/2003. (XII. 27.) GKM rendelet a hagyományos vasúti rendszerek kölcsönös átjárhatóságáról).
Ezekre épülve a Magyar Államvasutak Zrt., mint a pálya tulajdonosa elkészítette és kiadta az F. 1. sz. Jelzési Utasítást, ami a hazai közforgalmú vasúti pályát használó mozdonyvezetőknek és egyéb dolgozóknak (váltókezelőknek, forgalmi szolgálattevőknek stb.) ismerni és tudni kell. Ezen utasítás tartalmazza a fényjelzők jelzési képeinek értelmezését.

## Fajtái

### A működési módja alapján
- önműködő: ha a haladó jármű hatására jelenik meg rajta a Szabad és a Megállj jelzés is, emberi beavatkozás nélkül.
- nem önműködő: ha a Szabad és a Megállj jelzés is emberi beavatkozásra jelenik meg a jelzőn.
- félig önműködő: ha a Szabad jelzés emberi beavatkozásra jelenik meg a jelzőn, de a Megállj jelzés már a(z el)haladó járműtől, emberi beavatkozás nélkül.

### A biztosítottság alapján
- Biztosított jelző: Olyan jelző, ami csak akkor állítható Szabad állásba, ha az általa fedezett (gyak.: mögötte lévő) váltó(k) helyesen állnak és ez az állásuk ellenőrzésre is került; illetve amíg a jelző szabadra áll, addig az általa fedezett váltókat nem lehet (feloldani és) átállítani.
- Nem biztosított: Olyan jelző, amelynél a fenti függés nem valósul meg.

A legtöbb fényjelző hazánkban biztosított, kivételt csak az ideiglenes átépítések idején, legfeljebb pár hónapig felállított jelzők jelentik, ahol az építés miatt folyamatosan változó peremfeltételek (hetente változó vágánykapcsolatok, folyamatosan átépülő vágányok stb.) miatt a váltókkal való függőség kialakítása felesleges összevetve a jelző tulajdonképpeni életével és az egyébként is csökkentett sebességekkel.

## Szabványos állás
A jelzők szabványos állása általában Megállj (vonatok részére adott jelzéseknél), illetve a Tilos a tolatás (tolatási mozgások részére adott jelzéseknél) állás, de természetesen kivételek itt is akadnak: az önműködő térközjelzők (két állomás közötti jelzők, a nagyvasúton végig fehér, a budapesti HÉV-nél végig sárga árbóccal) szabványos állása a Szabad állás. Ez azt jelenti, hogy a jelzőt járműközlekedéstől mentes időszakban a fenti jelzést adják.

## Jelzésrendszerek
A hazai vasutak az 1960-as években áttért az OSzZsD tagvasutak sebességjelzési rendszerére, az addig alkalmazott irányjelzési rendszer helyett. Ez praktikusan azt jelenti, hogy a jelző jelzi azt, hogy a jármű a jelzőhöz mekkora sebességgel érkezhet (mekkora sebességgel haladhat a jelző mögötti szakaszon – ún. érkezési sebesség), illetve hogy a következő jelzőhöz milyen sebességgel érkezhet (azaz előjelzi a következő jelző jelzését). Nem jelzi, hogy a vonat a két vágányú pálya melyik vágányára jár ki, illetve a váltók állására is csak a fenti sebességjelzésből, közvetve lehet következtetni (ha a kitérőkön alkalmazható sebesség és a pályasebesség megegyezik, akkor a váltók állása irreleváns a  jelzési kép szempontjából).
Biztosított fényjelzőkön, ha azon nem Megállj jelzés van:
Az egy fény azt jelzi, hogy a vonat elejével a jelzőhöz a legnagyobb alkalmazható sebességgel érkezhet. Ennek az egy fénynek a színe (zöld vagy sárga), milyensége (villogása illetve folyamatossága) jelzi, hogy milyen jelzés várható a következő jelzőn.
Ha a jelzőn két fény világít és egyik sem vörös színű akkor az alsó fény mindig sárga, és sohasem villog. Ez az alsó sárga fény azt jelzi, hogy a vonat a jelzőhöz csökkentett (általában 40 km/h) sebességgel érkezhet és a felső fény színe (zöld vagy sárga), milyensége (villogása vagy folyamatossága) jelzi, hogy milyen jelzés várható a következő jelzőn.

## Szerkezete, részei
A jelző áll a földbe leásott betonelemekből álló földlábból, a rá csavarokkal rögzített vaslábból, és a vaslábba két csavarral rögzített jelzőárbócból, valamint a jelzőárbóc tetején található jelzőlapból, abban az optikákkal.